# Jarosław Barańczak
Jarosław Marian Barańczak (ur. 30 kwietnia 1951 w Wałbrzychu) – polski inżynier, polityk i urzędnik państwowy, doktor nauk technicznych, poeta, poseł na Sejm X kadencji (1989–1991) oraz senator II kadencji (1991–1993).

## Życiorys
W 1974 ukończył studia na Politechnice Wrocławskiej, a w 1981 studia w Wyższej Szkole Pedagogicznej w Zielonej Górze. W 1986 uzyskał stopień naukowy doktora nauk technicznych. Od 1974 pracował jako adiunkt w Wyższej Szkole Inżynierskiej im. Jurija Gagarina w Zielonej Górze, należał do komisji uczelnianej WSI.
W latach 1989–1991 sprawował mandat posła na Sejm kontraktowy z ramienia Komitetu Obywatelskiego z okręgu zielonogórskiego. Następnie do 1993 był przedstawicielem Partii Chrześcijańskich Demokratów w Senacie z województwa zielonogórskiego. Od 1990 do 1993 zajmował urząd wojewody zielonogórskiego, wcześniej przez krótki okres był wicewojewodą tego województwa.
Po odwołaniu przez sześć lat pracował na kierowniczym stanowisku w prywatnej firmie. W latach 2000–2001 pełnił funkcję podsekretarza stanu w Ministerstwie Gospodarki w rządzie Jerzego Buzka. Zasiadał w radzie politycznej Porozumienia Polskich Chrześcijańskich Demokratów. Następnie objął stanowisko pierwszego radcy i kierownika wydziału handlowego ambasady RP w Ankarze. W marcu 2008 został mianowany przez premiera Donalda Tuska dyrektorem generalnym Lubuskiego Urzędu Wojewódzkiego. W 2010 przeszedł do pracy w Dolnośląskim Urzędzie Wojewódzkim, gdzie został dyrektorem wydziału infrastruktury.
W 2001 otrzymał Srebrny Krzyż Zasługi.

## Życie prywatne
Jest żonaty, ma synów Jana i Jędrzeja. Autor wierszy; w 2021 wydawnictwo Pro Libris wydało jego tomik zatytułowany Znak, który został wyróżniony Lubuskim Wawrzynem Literackim za 2021 w kategorii poezja.